# Ashley Kraayeveld
Ashley Nicole Kraayeveld, née le 3 février 1992 à Toronto, est une taekwondoïste canadienne.

## Carrière
Dans la catégorie des moins de 62 kg, Ashley Kraayeveld est médaillée d'or aux Championnats panaméricains 2014 à Aguascalientes, médaillée de bronze aux Championnats du Commonwealth 2014 à Édimbourg et aux Championnats panaméricains 2016 à Santiago de Querétaro, médaillée d'argent aux Championnats du Commonwealth 2017 à Montréal, médaillée d'or aux Championnats du monde militaires de 2018 à Rio de Janeiro et médaillée de bronze aux Jeux mondiaux militaires de 2019 à Wuhan.